# Ilasjö
Ilasjö är en sjö i Ljungby kommun i Småland och ingår i Lagans huvudavrinningsområde.